# کارلو جیستونی
کارلو جیستونی (به ایتالیایی: Carlo Giustini) (زاده ۴ مه ۱۹۲۳) بازیگر ایتالیایی است.
از فیلم‌های معروف او می‌توان به بازی در داستان یوسف و برادرانش، مسالینا و بی‌گناهان وحشی (برف‌های خونین) اشاره کرد.